# Cantonul Le Monastier-sur-Gazeille
Cantonul Le Monastier-sur-Gazeille este un canton din arondismentul Le Puy-en-Velay, departamentul Haute-Loire, regiunea Auvergne, Franța.

## Comune
- Alleyrac
- Chadron
- Freycenet-la-Cuche
- Freycenet-la-Tour
- Goudet
- Laussonne
- Le Monastier-sur-Gazeille (reședință)
- Moudeyres
- Présailles
- Saint-Martin-de-Fugères
- Salettes